# Кансано
Кансано (итал. Cansano) је насеље у Италији у округу Л'Аквила, региону Абруцо.
Према процени из 2011. у насељу је живело 281 становника. Насеље се налази на надморској висини од 847 м.

## Становништво
| 1931. | 1936. | 1951. | 1961. | 1971. | 1981. | 1991. | 2001. | 2011. |
| ----- | ----- | ----- | ----- | ----- | ----- | ----- | ----- | ----- |
| 1.753 | 1.658 | 1.556 | 851   | 545   | 430   | 357   | 270   | 282   |